# 佐世保鉄道7号形蒸気機関車
7号形は、佐世保鉄道が1931年（昭和6年）5月に製造した、特殊狭軌線用のタンク式蒸気機関車である。なお、佐世保鉄道では形式を付与していなかったため、この呼称は便宜的に付与したものである。

## 概要
本形式は、佐世保鉄道が第3期線の開業にあわせて、福岡県の若津鉄工所（深川造船所の後身）に発注した、車軸配置2-4-2(1B1)、運転整備重量20tの単式2気筒飽和式のサイドタンク機関車である。7 - 10の4両が製造され、製造番号は80 - 83に相当する。1936年（昭和11年）10月1日付けで、佐世保鉄道が国有化されたのにともない鉄道省籍となり、ケ800形（ケ800 - ケ803）と改番された。
本形式は、出力の面ではケ217形に譲るものの、日本の国有鉄道に在籍した特殊狭軌線用蒸気機関車としては最大の寸法、重量をもつものであった。また、2-4-2という車軸配置も唯一のものである。軸重の関係から、25kg軌条で敷設される実盛谷駅 - 臼ノ浦駅間に限定して運用するよう申請され、上佐世保駅 - 相浦駅間も本形式の運用範囲拡大を図るため、1929年（昭和4年）に軌道強化されており、最終的には柚木線を除いた全線で使用可能となったが、実際のところは、上佐世保駅 - 佐々駅間の旅客列車牽引用であった。
本形式は、佐世保鉄道の独自設計になるもので、一見汽車製造風の形態であるが、小判形の小窓や砂箱、シリンダ、弁室の造作に独自性が見て取れる。当初設計では、本来2個付けなければならない安全弁が1個のみであったが、初期車の落成後に2個に改められている。また、ボイラー火室は幅を台枠間に収めた細長いもので、投炭は楽ではなかったようである。ボイラー煙管も長いもので、煙室と煙突は弁室よりも前方にオフセットしている。
佐世保鉄道の国有化後も上佐世保庫に所属し、引き続き使用された。1944年（昭和19年）の旧佐世保鉄道線（松浦線）の全線改軌完了後は、佐々区で保管されていたが、1948年（昭和23年）に廃車となった。

## 譲渡
廃車後の本形式のうち、2両（ケ800, ケ802）は、大分県の日本鉱業佐賀関鉄道に譲渡されることとなり、1949年（昭和24年）9月13日付で譲受認可が下りている。また、後述のケ801とともに、1945年（昭和20年）5月以降に貸し渡されていたようである。そのうちのケ801は、愛媛県の井華鉱業（住友別子鉱山鉄道）に譲渡され、1949年1月12日付で、同社の所有となっている。譲渡の対象にならなかったケ803については、国有時代から調子が悪かったようである。
これらの譲渡については、監督官庁である運輸省の行き過ぎた介入があったと伝えられている。佐賀関鉄道では当初、本形式3両の譲受を希望したが、運輸省は区間の短い同鉄道に大型機3両は過大であるとし、1両を別子鉱山に譲り、そこの小型機2両を佐賀関鉄道に譲渡するよう示唆したという。この介入に両社はしぶしぶ従ったが、別子鉱山に入ったものは40と名づけられたものの、結局全軸距が大きすぎて実用にならず、試運転を行なっただけで1950年（昭和25年）8月19日付で廃車されてしまった。その代わりに佐賀関鉄道に入った旧住友別子鉱山の11（1927年日立製作所製、車軸配置0-6-0(C)、14トン）と14（1927年汽車製造製、車軸配置0-6-0(C)、15トン）も、あまり歓迎されなかったようで、いずれも1953年に廃車となっている。廃車となったケ801は、1952年 に韓国狭軌線向に米国陸軍6号機として供出された
佐賀関鉄道に移った2両は、国有鉄道時代の番号のまま使用されたが、1951年（昭和26年）の旅客列車内燃動車化にともなって余剰となるようになり、ケ800は1954年（昭和29年）4月、ケ802は1956年（昭和31年）12月に廃車となっている。

## 主要諸元
- 全長：7,665mm
- 全高：3,146mm
- 軌間：762mm
- 車軸配置：2-4-2(1B1)
- 動輪直径：914mm
- 弁装置：ワルシャート式
- シリンダー（直径×行程）：280mm×406mm
- ボイラー圧力：12.7kg/cm2
- 火格子面積：0.7m2
- 全伝熱面積：37.05m2
- 機関車運転整備重量：20.0t
- 機関車動輪上重量（運転整備時）：14.0t
- 水タンク容量：2.27m3
- 燃料積載量：0.67t
- 機関車性能
  - シリンダ引張力（0.85P）：3,750kg
- ブレーキ方式：手ブレーキ、蒸気ブレーキ